# 国家承認を得た国連非加盟の国と地域の紋章一覧
国家承認を得た国連非加盟の国と地域の紋章一覧（こっかしょうにんをえたこくれんひかめいのくにとちいきのもんしょういちらん）は、『国家承認を得た国連非加盟の国と地域の一覧』に掲載される地域で国章として使われている紋章の一覧である。
地域がある大州毎に五十音順で並べている。

## アジア

アブハジア共和国の紋章
アルツァフ共和国の紋章
北キプロス・トルコ共和国の紋章
中華民国の紋章
パレスチナ国の紋章
南オセチア共和国の紋章

## アフリカ

サハラ・アラブ民主共和国の紋章
ソマリランド共和国の紋章

## ヨーロッパ

沿ドニエストル共和国の紋章
コソボの紋章
チェチェン・イチケリア共和国の紋章
バチカン市国の紋章
リベルランド自由共和国の紋章

## オセアニア

クック諸島の紋章
ニウエの紋章